# هيكتور غارسيا كوبو
هيكتور غارسيا كوبو (بالإسبانية: Héctor García Cobo)‏ هو مصور أخبار ومصور مكسيكي، ولد في 23 أغسطس 1923 في مدينة مكسيكو في المكسيك، وتوفي بنفس المكان في 2 يونيو 2015.